# Alyssum hajastanum
Alyssum hajastanum är en korsblommig växtart som beskrevs av V.E. Avet. Alyssum hajastanum ingår i släktet stenörter, och familjen korsblommiga växter. Inga underarter finns listade i Catalogue of Life.